# Berndt Rainer von Fieandt

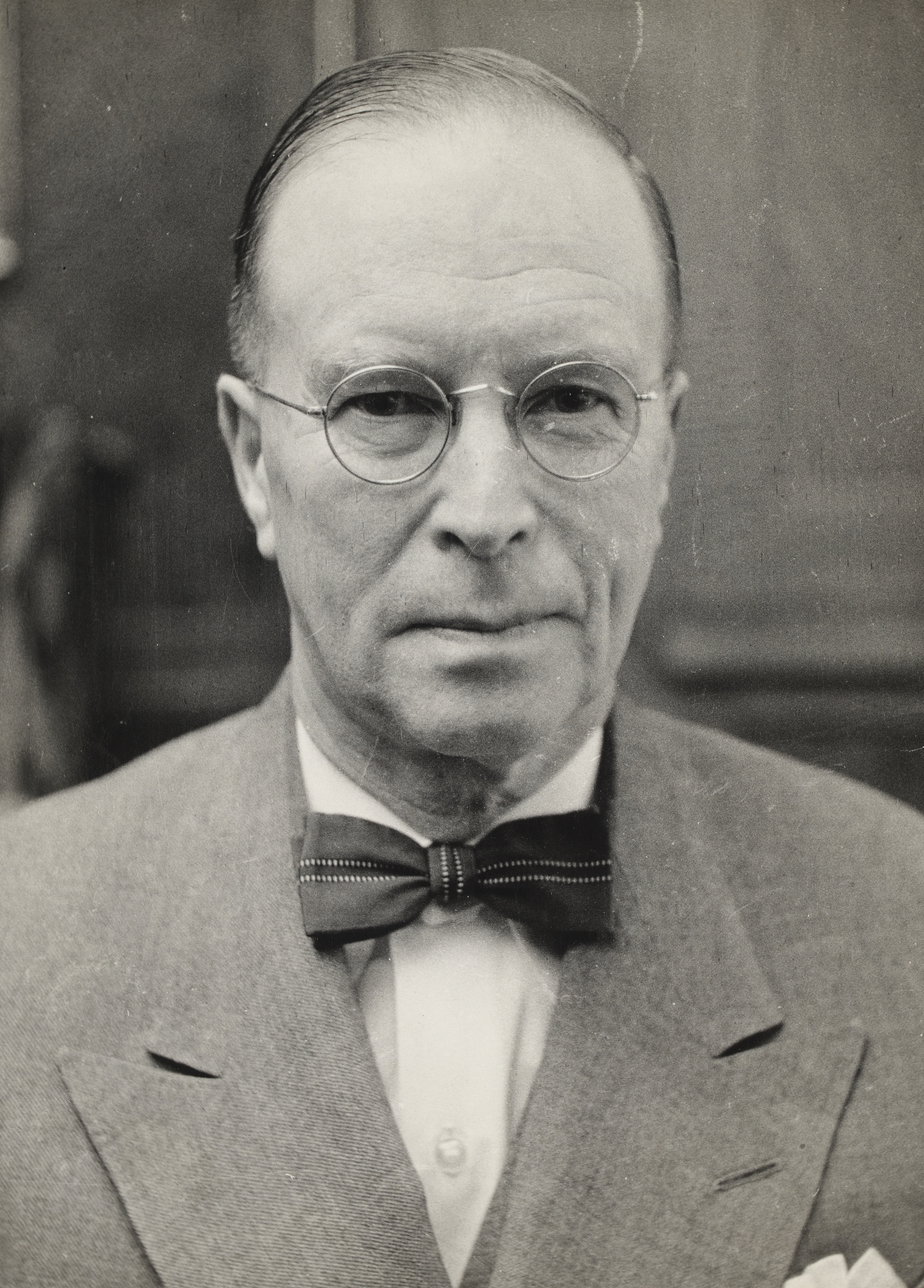
Rainer von Fieandt

Berndt Rainer von Fieandt (* 26. Dezember 1890 in Turku; † 28. April 1972 in Helsinki) war ein finnischer Politiker, Bankfachmann und Ministerpräsident.

## Ausbildung und berufliche Tätigkeiten
Nach dem Abitur 1909 absolvierte er ein Studium der Rechtswissenschaften, das er 1913 abschloss. Anschließend war er als Rechtsanwalt tätig.
Später gehörte er dem Vorstand der Vereinigten Nordischen Bank sowie von 1945 bis 1955 dem Vorstand der Bank von Finnland an. Von 1955 bis 1957 war er als Nachfolger von Sakari Severi Tuomioja Gouverneur der Bank von Finnland. Nach Fieant folgte Göran Ehrnrooth.
Daneben gehörte er bis zu seinem Tod den Vorständen verschiedener Industrieunternehmen und Banken an, darunter der Wärtsilä Gesellschaft (1931 bis 1940) und der Finnischen Postbank (1955 bis 1960). Des Weiteren war er mehrfach Präsident und Vizepräsident der schwedischsprachigen Wirtschaftsvereinigung Ekonomiska Samfundet i Finland.

## Ministerpräsident 1957 bis 1958
Fieandt, der 1939 bis 1940 den Regierungen der Ministerpräsidenten Aimo Cajander und Risto Ryti als Minister angehörte, war vom 29. November 1957 an Ministerpräsident eines Übergangskabinetts. Nach einer Abstimmungsniederlage im Reichstag wegen der Erhöhung der Brotpreise trat er am 18. April 1958 zurück und wurde am 26. April 1958 durch Reino Iisakki Kuuskoski als Ministerpräsident abgelöst.